# Estranho Caminho
Estranho Caminho é um filme brasileiro dos gêneros drama e fantasia dirigido e roteirizado por Guto Parente. Seu lançamento está previsto para o segundo semestre de 2023, através da Tardo Filmes. O longa-metragem foi produzido durante a pandemia de Covid-19 com subsídios da Lei Aldir Blanc, a partir da Secretaria da Cultura do Estado do Ceará. Em sua passagem pelo Festival de Cinema de Tribeca, na seção da Mostra Competitiva Internacional, o filme foi consagrado com quatro vitórias: "Melhor Filme", "Melhor Cinematografia", "Melhor Performance" e "Melhor Roteiro".
Foi um dos pré-selecionados como um dos representantes do Brasil para o Oscar de melhor filme internacional.

## Enredo
Um jovem cineasta que visita sua cidade natal é surpreendido pelo rápido avanço da pandemia e precisa encontrar seu pai, com quem não fala há mais de dez anos. Depois do primeiro encontro, coisas estranhas começam a acontecer.

## Elenco
- Lucas Limeira, como David
- Carlos Francisco, como Geraldo
- Tarzia Firmino, como Dona Morza
- Rita Cabaço, como Tereza
- Renan Capivara, como Renan
- Ana Marlene, como Dra. Mariana
- Noá Bonoba, como delegada
- Déo Cardoso, como segurança
- Larissa Góes, como repórter de TV
- Jennifer Joingley, como moça da pousada
- Fab Nardy, como Breno
- Muriel Cruz Phelipe, como enfermeira
- Solon Ribeiro, como Tio Armando
- David Santos, como funcionário do cemitério

## Recepção
Em abril de 2023, foi anunciado que Estranho Caminho havia sido selecionado para integrar o rol de exibições na Mostra Competitiva Internacional do Festival de Cinema de Tribeca. O longa representou o Brasil na competição do festival na categoria dramática, sendo a única produção brasileira a concorrer no evento. Após sua exibição em Tribeca, a obra recebeu quatro prêmios: "Melhor Filme", "Melhor Cinematografia" — para a diretora de fotografia Linga Acácio, "Melhor Performance" — para a atuação do ator Carlos Francisco, e "Melhor Roteiro" — para Guto Parente, que também dirige o projeto.
Estranho Caminho também foi exibido em outros países antes de seu lançamento oficial. O filme estará presente em exibições especiais no festival El Gouna Film Festival, no Egito; no Festival de Cinema de Nashville, em Nashville, nos Estados Unidos; no Festival Internacional de Cinema de San Sebastián, na Espanha; no Festival Internacional de Cinema de Terror de Lisboa, em Lisboa, Portugal; e no Festival Internacional de Cinema de Guanajuato, no México. Foi lançado oficialmente nos cinemas brasileiros em 1º de agosto de 2024.

## Prêmios e indicações
| Ano  | Premiação                                         | Categoria                                  | Indicação         | Resultado | Ref.   |
| ---- | ------------------------------------------------- | ------------------------------------------ | ----------------- | --------- | ------ |
| 2022 | Festival Internacional de Cinema de San Sebastián | WIP Paradiso de Melhor Produção Brasileira | Estranho Caminho  | Venceu    | [ 18 ] |
| 2023 | Festival de Cinema de Tribeca                     | Melhor Filme Internacional                 | Estranho Caminho  | Venceu    | [ 19 ] |
| 2023 | Festival de Cinema de Tribeca                     | Melhor Roteiro Internacional               | Carlos Franscisco | Venceu    | [ 19 ] |
| 2023 | Festival de Cinema de Tribeca                     | Melhor Roteiro Internacional               | Guto Parente      | Venceu    | [ 19 ] |
| 2023 | Festival de Cinema de Tribeca                     | Melhor Fotografia Internacional            | Linga Acácio      | Venceu    | [ 19 ] |
| 2023 | Festival Internacional de Cinema de San Sebastián | Prêmio Horizontes                          | Estranho Caminho  | Indicado  | [ 20 ] |
| 2023 | Agenda Brasil Milano                              | Melhor Filme                               | Estranho Caminho  | Venceu    | [ 21 ] |
| 2023 | Festival do Rio                                   | Melhor Ator Coadjuvante                    | Carlos Francisco  | Venceu    | [ 22 ] |
| 2023 | Festival do Rio                                   | Melhor Roteiro                             | Guto Parente      | Venceu    | [ 22 ] |
| 2024 | Mostra de Cinema de Tiradentes                    | Mostra Autorias                            | Estranho Caminho  | Venceu    | [ 23 ] |
| 2025 | Prêmio APCA de Cinema                             | Melhor Filme                               | Estranho Caminho  | Pendente  | [ 24 ] |